# Wodociągi w Raciborzu
Wodociągi w Raciborzu – Racibórz był pierwszym miastem na Górnym Śląsku, które posiadało wodociągi. Za pierwszy potwierdzony źródłowo wodociąg uważa się sztuczny kanał Psinka wzmiankowany po raz pierwszy w 1258 roku. Obecnie sieć wodociągowa w mieście liczy 235,7 km. Przeważająca część Raciborza korzysta z miejskiej sieci, którą administruje Wodociągi Raciborskie Sp. z o.o. a jedynie mieszkańcy Miedoni korzystają z sieci wodociągowej gminy Rudnik. Infrastruktura wodociągowa w Raciborzu jest obecnie nowoczesna i ekologiczna, spełniając zarazem najostrzejsze normy wyznaczone przez Unię Europejską. Miasto jako jedno z nielicznych w Polsce korzysta z trzech wydajnych ujęć wody podziemnej, dzięki czemu woda dostarczana odbiorcom jest dobrej jakości i nie potrzebuje złożonego procesu uzdatniania.

## Historia
Wodociągi w Raciborzu mają długą historię. Kanał wykopany w połowie XIII wieku przez osadników z Niderlandów uznawany jest za pierwszy wodociąg na Górnym Śląsku. W 1564 roku Ferdynand I Habsburg wydał przywilej pozwalający raciborzanom na budowę czerpadła na kole młyńskim, które przelewało wodę do zbiornika pełniącego rolę wieży ciśnień. Było to pierwsze tego typu urządzenie na Górnym Śląsku, a Racibórz w tym czasie nadal był jedynym górnośląskim miastem posiadającym wodociągi. Mapa Raciborza z 1831 roku ukazuje z kolei przebieg drewnianego rurociągu, do którego wodę dostarczano ze źródeł w lesie Obora. W 1874 roku powstał miejski zakład wodociągów. W 1906 roku otwarto ujęcie wody w Studziennej. Dalsze lata przyniosły rozwój sieci wodociągowej. W latach 1933–1936 wybudowano nową wieżę ciśnień, która ostatecznie nie została jednak użyta zgodnie z przeznaczeniem. Po II wojnie światowej, pod nową administracją przystąpiono do odbudowy miejskiej sieci. W latach 2005–2010 dzięki wsparciu unijnego Funduszu Spójności zrealizowano w Raciborzu duży projekt pod nazwą „Gospodarka wodno-ściekowa w Raciborzu”, który przyczynił się do znacznego rozwoju infrastruktury wodociągowej miasta.

### Pierwszy wodociąg

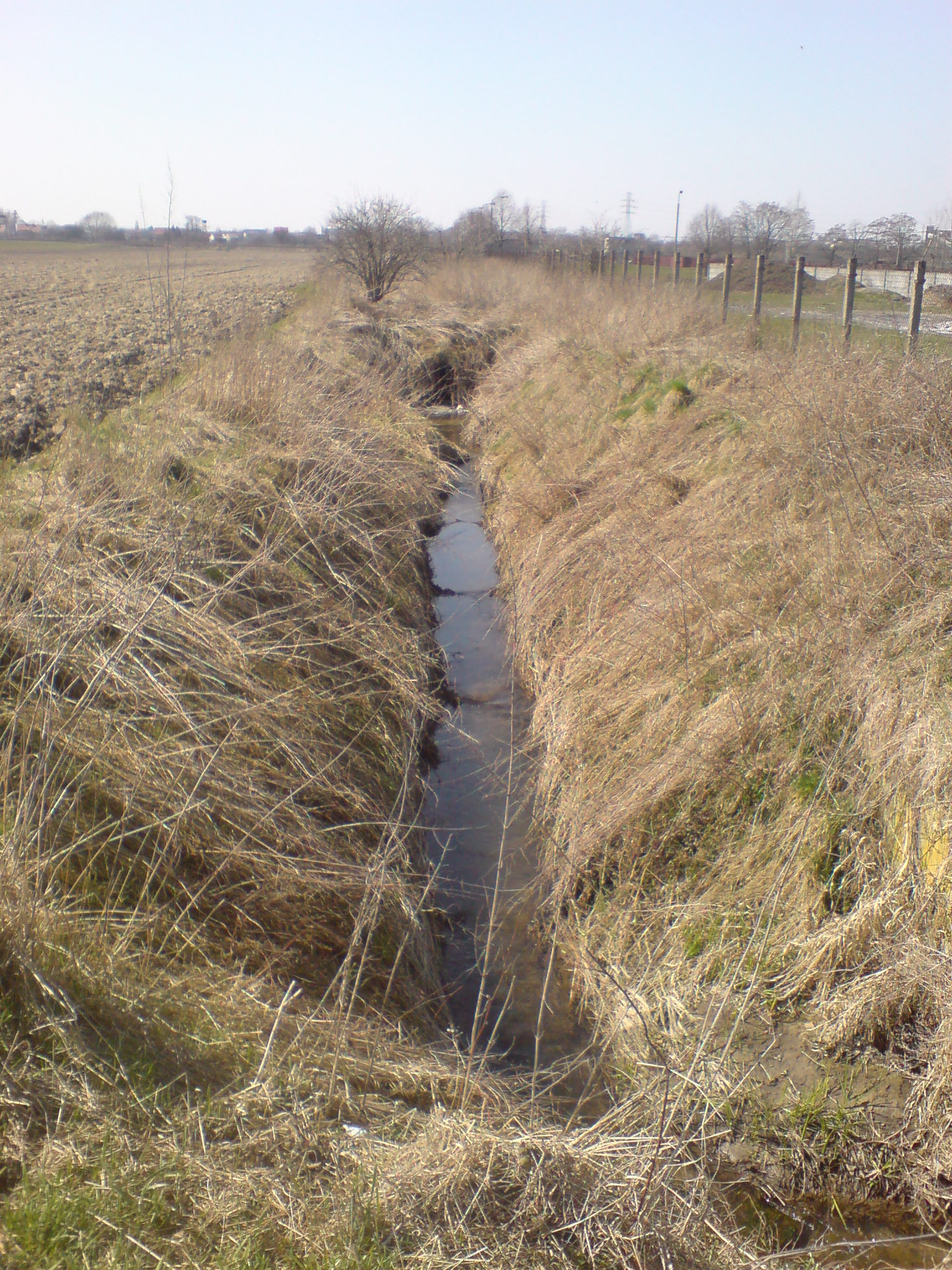
Psinka – najstarszy wodociąg na Górnym Śląsku – dawniej przepływała przez centrum Raciborza, obecnie fragmentem jej dawnego bocznego koryta płynie woda ze Studziennej

Mieszkańcy Raciborza, o którym pierwsza wzmianka pojawiła się w 1108 roku, do początków XX wieku czerpali wodę z Odry, jej młynówek i okolicznych potoków oraz licznych studni. Dodatkowe zaopatrzenie stanowił także sztuczny kanał wybudowany przez niderlandzkich osadników w połowie XIII wieku (pierwsza wzmianka o nim pochodzi z 1258 roku). Kanał ten, nazwany później Psinką, miał 12 km długości i był na owe czasy unikatowym, w skali Śląska, rozwiązaniem hydrotechnicznym. Rozpoczynał się w okolicach Bieńkowic, gdzie zasilany był przez Psinę, następnie biegł równolegle do Odry, nawadniając okoliczne pola, przebiegał przez Racibórz i uchodził do rzeki. W granicach dzisiejszego Raciborza biegł przez Studzienną, następnie przez dzisiejsze osiedle przy ulicy Kosmonautów, wzdłuż ulicy Polnej, przecinając ulicę Opawską i Ocicką, później równolegle do ulicy Warszawskiej i Klasztornej, skąd skręcał w Kasprowicza i biegł do ulicy Wojska Polskiego. Na terenie szkoły dla niesłyszących znajdowała się zapora oraz zbiornik na wodę mogącą posłużyć do gaszenia pożaru. Dowożono stąd także wodę do miasta przez Bramę Wodną. Na skwerze u zbiegu ulic Wojska Polskiego i Karola Miarki funkcjonowała przepompownia złożona z ośmiu cystern głównych i sześciu bocznych, z których, dzięki napędzanemu przez Psinkę kołu, wtłaczano wodę do miejskiego wodociągu. Następnie kanał biegł na północny zachód, przecinając ulicę Stalmacha i Londzina i dochodził do młyna Józefa Domsa. Stąd już niedaleko było do ujścia kanału do Odry, które znajdowało się w okolicy dzisiejszej ulicy Śląskiej. W Studziennej odchodziła od niego odnoga biegnąca przez centrum miasta i wpadająca do Odry za ulicą Odrzańską. Na ślady tej odnogi natrafiono w 1829 roku przy budowie szkoły na miejscu dzisiejszej fontanny przed kościołem farnym. Prawdopodobnie odnoga ta rozdzielała się przed rynkiem. Druga odnoga prawdopodobnie omijała rynek od strony zachodniej, za którą ponownie łączyła się z kanałem przecinającym ulicę Odrzańską. Choć był to jedynie rów wodny, jest on uznawany za pierwszy na Górnym Śląsku potwierdzony źródłowo wodociąg. Na przełomie lat 60. i 70. Psinka na terenie Raciborza została zasypana, a jej koryto ujęto w rury kanalizacyjne. Pozostałości suchego rowu nadal są widoczne na południowych przedmieściach Raciborza. Czynny pozostał natomiast boczny kanał poprowadzony od Studziennej do rejonu śluzy na Odrze, obecnie przenoszący wodę z cieków ze Studziennej. Z 1306 roku pochodzi z kolei wzmianka o zasilanym przez Odrę kanale wodociągowym prowadzącym wzdłuż fosy, od młyna na Nowym Mieście do Raciborza.

### Przywilej cesarza Ferdynanda
12 stycznia 1564 roku Ferdynand I Habsburg wydał w Wiedniu przywilej pozwalający raciborzanom postawić na młynówce odchodzącej od Odry czerpadło na kole młyńskim, które przelewało wodę do zbiornika pełniącego rolę wieży ciśnień. Wieża ta stała na odgrodzonej młynówką wyspie i została rozebrana dopiero w 1815 roku, przy przebudowie koryta rzeki. Było to pierwsze tego typu urządzenie na Górnym Śląsku. W urbarzach dóbr zamkowych z lat 1566–1567 znajdują się informacje o podatku płaconym przez raciborzan za wodę z rurociągów. Podobnych informacji nie ma w urbarzach innych miast górnośląskich z tego okresu, co pozwala stwierdzić, iż w połowie XVI wieku Racibórz nadal był jedynym miastem na Górnym Śląsku posiadającym wodociągi. W tym czasie na Odrze, w pobliżu zamku znajdował się próg wodny, który odprowadzał część wody do dwóch młynówek. Woda z jednej z nich zasilała miejskie wodociągi.

### Drewniany wodociąg ze źródła w Oborze
Nie jest znana data powstania ujęcia w lesie Obora, natomiast wzmianka o nim pojawiła się w 1815 roku. Z ujęcia wodę doprowadzano do miasta za pomocą drewnianego rurociągu, który rozdzielał się przed mostem na Odrze, stojącym wówczas nieco bardziej na wschód od dzisiejszego mostu Zamkowego. Jedna odnoga prowadziła na zamek, gdzie zasilała również raciborski browar. Główną nitkę poprowadzono mostem do miasta, gdzie okrążając kościół św. Jakuba przez plac Dominikański trafiał na rynek do tzw. rorkastli. Owa rorkastla była zbiornikiem, do którego płynęła woda doprowadzana przez wodociągi. Składała się ze studni o wymiarach 2,5 × 4 m i głębokiej na 15 cm oraz dwóch koryt bocznych o wymiarach 1,6 × 1,6 m umieszczonych po wschodniej i zachodniej stronie głównego zbiornika. Ściany boczne rorkastli wyłożone były deskami, a dno dopasowanymi do siebie otoczakami. Od południowej strony do wnętrza prowadziły dwustopniowe schody. Rorkastla znajdowała się w południowej części rynku, pomiędzy kolumną maryjną, a dzisiejszym domem towarowym Bolko. Na widokówkach z początku XX wieku w miejscu rorkastli widoczna jest niewysoka, zdobiona kolumna z kranem na wodę. Nie jest znana data powstania rorkastli. Dziś w tym miejscu nie ma śladów po dawnej budowli. Na pozostałości rorkastli natrafiono podczas wykopalisk przeprowadzonych na rynku w 1996 roku, których wyniki sugerują, że mogła istnieć jeszcze w średniowieczu. Od rorkastli biegły dwie odnogi wodociągu. Pierwsza kierowała się w stronę zbiegu dzisiejszych ulic Nowej i Mickiewicza, gdzie ponownie rozwidlała się na dwie części. Jedna szła wzdłuż ulicy Mickiewicza do dawnego placu Zborowego, gdzie znajdował się zbiornik na wodę, druga prowadziła wodę na Nowy Targ (obecnie północna część placu Długosza), gdzie znajdowało się miejsce poboru wody i kończyła bieg przy budynku dawnej słodowni u zbiegu ulic Piwnej i Zborowej. Druga odnoga wiodła od rorkastli przez ulicę Długą, Browarną i Solną (u zbiegu Solnej i Browarnej mieściło się miejsce poboru wody) w pobliże budynku dzisiejszej Szkoły Podstawowej nr 4. Kolejny wodociąg rozpoczynał się na skwerze przy skrzyżowaniu ulicy Wojska Polskiego z Karola Miarki, gdzie funkcjonowała przepompownia wody pobieranej z Psinki. Wodę tę wtłaczano do rurociągu, który biegł przez plac Wolności do Bramy Wielkiej, następnie przez fragment ulicy Długiej, plac ks. Ofki, gdzie znajdował się zbiornik na wodę, dalej przez ulicę Chopina i Kowalską do dawnego młyna miejskiego, który znajdował się przy nieistniejącej już ulicy Wagi Młyńskiej łączącej niegdyś ulicę Kowalską z Odrzańską. O stan miejskich rurociągów dbał rurmistrz, który z pomocą najemnych robotników i cieśli dokonywał napraw i przeglądów.

### Powstanie miejskiego zakładu wodociągów

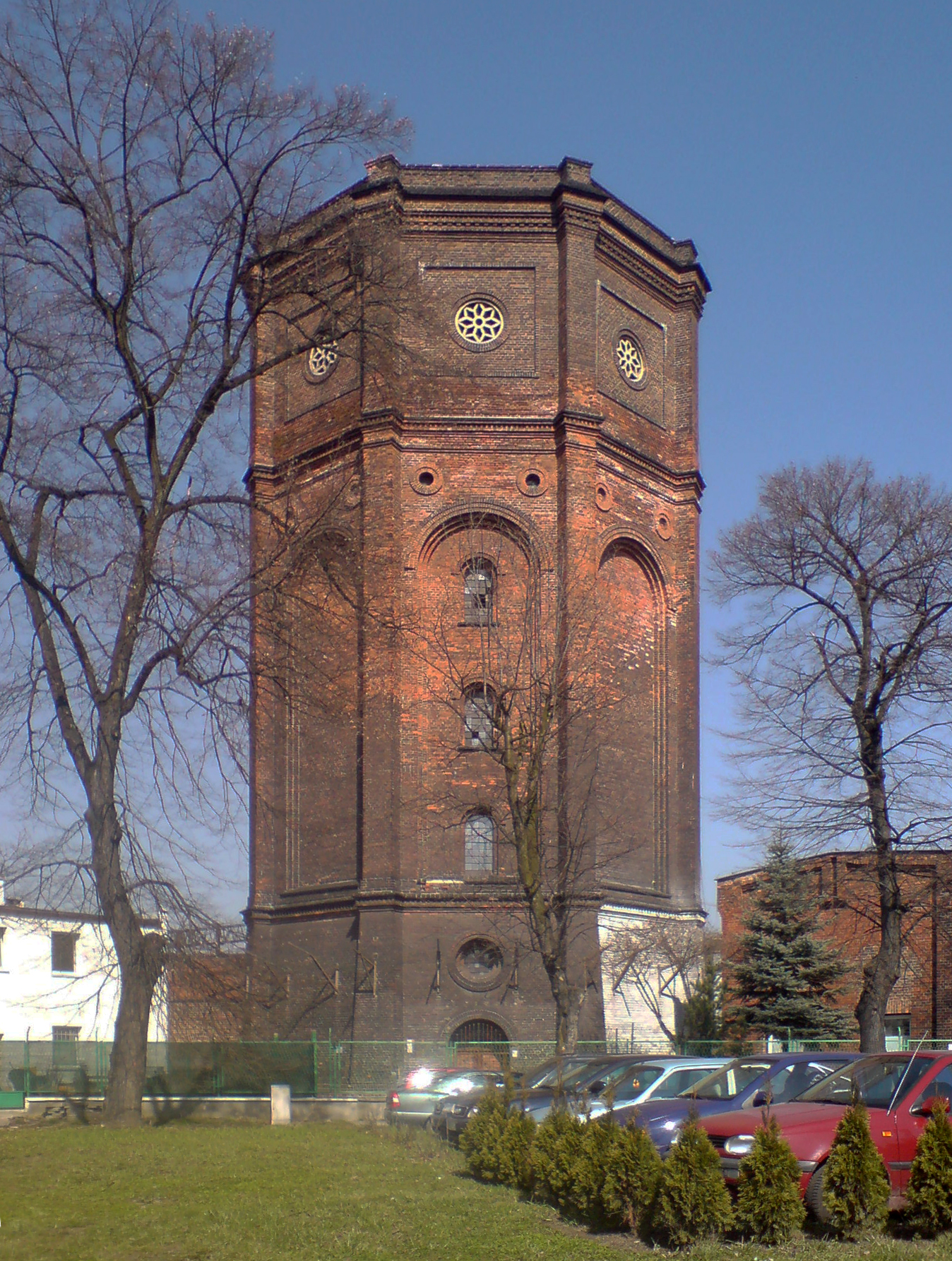
Wieża ciśnień przy ulicy 1 Maja

Dynamiczny rozwój miasta w XIX wieku wzmógł zapotrzebowanie na wodę. W celu utworzenia miejskiego zakładu wodociągów wykupiono w 1838 roku od bractwa kurkowego grunty oraz dom strzelecki przy dzisiejszej ulicy 1 Maja. W 1862 roku dokupiono kolejne grunty. Zakład wodociągów powstał jednak dopiero w 1874 roku. Obejmował pompownię wody z Odry z dwoma zespołami pompowymi, zespół filtrów, zbiornik wody czystej, pompownię do wody czystej z dwoma zespołami parowymi oraz wieżę ciśnień ze zbiornikiem o pojemności 500 m³. Wcześniej istniała już także pełniąca rolę wieży ciśnień wieża zegarowa raciborskiego więzienia, którą zakład karny wykorzystywał na własne potrzeby.
Wraz z rozwojem miasta rozwijała się również sieć wodociągowa. We wrześniu 1902 roku zdecydowano o przedłużeniu rurociągu do Starej Wsi. W lutym 1904 roku podjęto decyzję o podłączeniu do wodociągów Płoni. Wodociąg, wraz z gazociągiem poprowadzono dawnym mostem w ciągu dzisiejszej ulicy Piaskowej. Wodociąg funkcjonował wówczas również w Brzeziu, które było wtedy jeszcze samodzielną osadą (do Raciborza zostało włączone dopiero w 1975 roku). Wzrastające zanieczyszczenie Odry skłaniało władze miasta do poszukiwań alternatywnych źródeł poboru wody. W 1870 roku miasto kupiło w Brzeziu kilka działek z prawem do pozyskiwania wody na ich terenie. Przedsięwzięcie zostało jednak oprotestowane przez władze Brzezia, które obawiały się uszczuplenia zasobów wody dla wsi. Do zamysłu poboru wody ze źródeł w Brzeziu powrócono w 1895 roku, kiedy to zlecono poszukiwania wody w lesie Widok. Kolejne poszukiwania ruszyły w 1897 roku. Większych zasobów jednak nie odnaleziono. W 1904 roku na większe źródła natrafiono w Studziennej. Przystąpiono więc do prac nad utworzeniem nowego ujęcia. W 1905 roku wykopano 12 studni lewarowych o głębokości dochodzącej do 15 m, które dawały 6300 m³ wody na dobę. Teren, na którym się znajdowały, został ogrodzony. Woda z nich była odprowadzana do głębokiej na 12 m studni zbiorczej o średnicy 7 m, a następnie do miejskiego zakładu wodociągowego, do którego prowadził rurociąg o długości 2,2 km. Całość oddano do użytku pod koniec września 1906 roku. Zasoby wody w Studziennej pochodzą z czwartorzędu. Jej jakość jest dobra, ale wykazuje podatność na zanieczyszczenia i wymaga monitorowania oraz uzdatniania. W 1909 roku postanowiono do sieci wodociągowej włączyć północną część Płoni. Budowę rurociągu, biegnącego wzdłuż dzisiejszych ulic Bosackiej i Fabrycznej rozpoczęto w 1912 roku.

### Lata międzywojenne

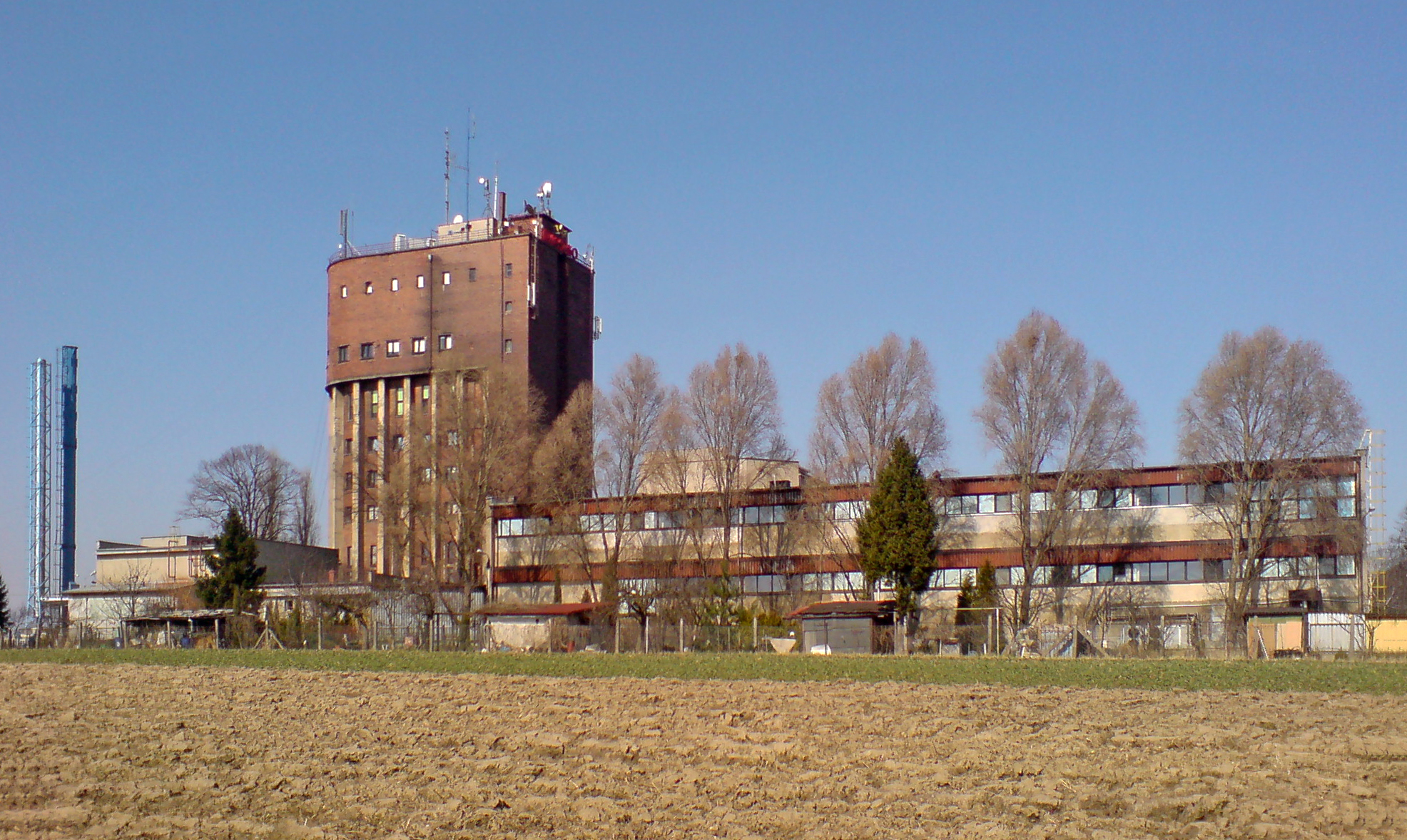
Wieża ciśnień przy ulicy Starowiejskiej, obecnie siedziba zakładów Mieszko

Po I wojnie światowej rozważano znaczną rozbudowę raciborskiej sieci wodociągowej, z zamiarem włączenia do niej 24 okolicznych miejscowości. Ogromnej inwestycji jednak nie zrealizowano. W latach 1919–1920 pompy parowe tłoczące wodę z Odry zastąpiono trzema pompami elektrycznymi o łącznej wydajności 1100 m³ na godzinę. Dodatkowo zainstalowano także silniki Diesla na wypadek przerw w dostawie prądu. W 1922 roku postanowiono wywiercić kolejne cztery studnie w ujęciu wody w Studziennej. W 1933 roku oddano do użytku urządzenia do odżelaziania i dekarbonizacji, jednak okazały się mało wydajne i wyłączono je z użycia.
Początkowo głównym odbiorcą wody był raciborski przemysł, głównie kolej, która była połączona z zakładem wodociągów specjalnym wodociągiem. Z czasem jednak istniejąca infrastruktura przestała wystarczać do zaspokajania potrzeb miasta, ponadto istniejąca wieża ciśnień nie była w stanie dostarczyć wody do wyżej położonych Ocic. Podjęto więc decyzję o budowie kolejnej wieży ciśnień, na wzgórzu przy obecnej ulicy Starowiejskiej, dziś mieszczącej biura oraz jeden z zakładów produkcyjnych producenta słodyczy, firmy Mieszko. Zaprojektowano ją w 1926 roku, a wybudowano w latach 1933–1936. Z zakładem wodociągowym połączono ją trzykilometrowym rurociągiem. Po wybudowaniu okazało się jednak, że wytwarza zbyt wysokie ciśnienie, co powodowało awarie sieci wodociągowej. W związku z tym wykorzystywano ją jedynie do zaopatrywania Ocic. Wieża stała się za to miejscem faszystowskiej propagandy. Na jej szczycie powiewała flaga III Rzeszy, a w górnej części elewacji umieszczony był wielkimi literami napis Deutschland, Deutschland über alles oraz godło III Rzeszy. Wewnątrz utworzono panteon z sarkofagiem, a wokół rozwieszono flagi ze swastykami. Na piętrach budynku znajdował się ośrodek szkoleniowy. W 1939 roku, tuż przed wybuchem II wojny światowej wybudowano drugi zbiornik na wodę, by zagwarantować miastu dostawy czystej wody. Miał on pojemność 1000 m³.

### Wodociągi miejskie po przejęciu władzy przez polską administrację
W wyniku działań wojennych prowadzonych w trakcie II wojny światowej uszkodzona została sieć wodociągowa. Wywieziono również część urządzeń należących do zakładu wodociągów. Mimo trudności dostawy wody wznowiono już 23 sierpnia 1945 roku. Wciąż potrzebne były jednak prace nad naprawą zniszczonej sieci. Ostróg i Płonię ponownie przyłączono do niej w 1946 roku. Sieć wodociągowa liczyła wówczas 62,8 km. W 1959 roku otwarto dwie kolejne studnie w ujęciu w Studziennej. Po wojnie nadal wykorzystywano również źródło wody w lesie Obora. Korzystał z niego raciborski browar, a także osiedle Obora, powstałe na początku lat 60. Zarówno browar, jak i Oborę przyłączono do miejskiej sieci wodociągowej przy okazji budowy nowego mostu nad kanałem Ulga na ulicy Rybnickiej, kiedy to zlikwidowano stary wodociąg i zaprzestano korzystania ze źródła. Było to niekorzystne dla miejskiego browaru, gdyż woda z Obory bardzo dobrze nadawała się do produkcji piwa i stanowiła o jego jakości. W 2010 roku studnie w Oborze zrewitalizowano celem zachowania ich jako zabytek i atrakcję turystyczną. Przez lata poziom wody w eksploatowanych złożach w Studziennej znacznie się obniżył, co spowodowało konieczność zainstalowania systemu pomp. W 1970 roku zlikwidowano studnie płytkie. Miasto borykało się wówczas z niedoborami wody i przerwami w jej dostawach. Kłopoty z dostawą były zwłaszcza w rejonie wyżej położonych Ocic. Aby przeciwdziałać zaistniałej sytuacji, w roku 1972 wybudowano hydrofornię do zaopatrywania Ocic, likwidując jednocześnie prowizoryczne urządzenie zastępujące nieczynną po wojnie więżę ciśnień na ulicy Starowiejskiej. W latach 1972–1973 oddano do użytku przewód tłoczny prowadzący z należącej do PKP studni, która produkowała nadwyżki wody, do zakładu wodociągów. W tym samym czasie ludność Studziennej, w ramach czynu społecznego wybudowała w swojej dzielnicy sieć wodociągową, którą podłączono do miejskiej sieci. Niedługo po Studziennej wodociągów doczekali się także mieszkańcy Sudoła. Tym samym całe miasto zostało objęte siecią wodociągową. Na koniec 1973 roku łączna długość sieci wodociągowej wynosiła 88,3 km. Głównie były to rury żeliwne, z których zbudowanych było 69,8 km wodociągów. Resztę stanowiły rury PCW (9 km), stalowe (2,4 km), a także wykonane z azbestocementu (7,1 km), które następnie, z powodu szkodliwości azbestu (składnika azbestocementu) stopniowo wymieniano. Również w 1973 roku uzyskano zgodę na eksploatację wody z pokładów w Sudole, dzięki czemu później wybudowano tam nowe ujęcie. 1 czerwca 1970 roku podjęto z kolei decyzję o dodawaniu fluoru do wody w raciborskich wodociągach w celu dbania o stan zdrowia uzębienia mieszkańców. Obecnie nie stosuje się już tej praktyki. W 1976 roku odwiercono studnię przy ulicy Gamowskiej, tworząc nowe ujęcie wody. W latach 1978–1982 wybudowano Stację Uzdatniania Wody przy ulicy 1 Maja. W 1980 roku powstała hydrofornia przy ulicy Zakładowej, a w roku 1985 Stacja Uzdatniania Wody przy obok ujęcia przy ulicy Gamowskiej.

### Czasy najnowsze
W 1988 roku rozpoczęto budowę nowego ujęcia wody w podraciborskim Strzybniku. Wodę ze złoża w Strzybniku czerpano już znacznie wcześniej. Źródło to nazwano imieniem św. Barbary, a pochodzącej z niego wodzie przypisywano właściwości lecznicze. Korzystali z niego m.in. Francuzi w trakcie wojen napoleońskich. Później przez lata wysyłano nawet do Francji wodę pochodzącą z tego źródła. Następnie właściciel terenu, na którym się znajdowało zasypał je, gdyż ludzie przychodzący po wodę zadeptywali mu pole. Późniejszy właściciel, Horak z Proszowca ponownie otworzył źródło, a nawet otworzył fabrykę wody gazowanej i lemoniad, do których produkcji używał wody ze źródła. W latach 70. XX wieku wykonano kilka otworów rozpoznawczych, które potwierdziły występowanie sporych zasobów wody na tym terenie. Budowa ujęcia w 1988 roku z powodu problemów z finansowaniem, a także za sprawą przemiany ustrojowej nie została jednak sfinalizowana. Powódź w 1997 roku spowodowała przerwę w dostawie wody, która pojawiła się w kranach dopiero 20 lipca, 12 dni po dotarciu do Raciborza fali powodziowej i początkowo nie nadawała się do spożycia nawet po przegotowaniu. Uszkodzenia sieci wodociągowej spowodowane powodzią usunięto w sierpniu 1997 roku i po przeprowadzeniu akcji chlorowania uznano, że ponownie nadaje się do spożycia.
W latach 2003–2005, dzięki wsparciu Duńskiej Agencji Ochrony Środowiska zmodernizowano Stację Uzdatniania Wody przy ulicy 1 Maja. W latach 2005–2010 zrealizowano w Raciborzu szereg inwestycji w ramach projektu „Gospodarka wodno-ściekowa w Raciborzu”, których realizacja w dużej mierze została pokryta ze środków pochodzących z Funduszu Spójności. W ramach projektu zmodernizowano sieć wodociągową w dzielnicach: Brzezie, Sudół, Ostróg i Stara Wieś, wybudowano kolejne wodociągi w Brzeziu, Ocicach, Markowicach i Sudole, zmodernizowano Stację Uzdatniania Wody Gamowska, hydrofornie przy ulicach Magdaleny i Zakładowej, wybudowano nową hydrofornię przy ulicy Pod Lipami (w miejsce dotychczasowego zbiornika końcowego), otwarto nową studnię na ujęciu wody przy ulicy Gamowskiej o wydajności 75 m³ na godzinę oraz nowe ujęcie wody w Strzybniku, na które składa się pięć studni głębinowych o łącznej wydajności 500 m³ na godzinę. Modernizacja hydroforni przy ulicy Magdaleny pozwoliła na zamknięcie w czerwcu 2007 roku nieefektywnej Stacji Uzdatniania Wody oraz ujęcia w Sudole.

## Charakterystyka
Racibórz w 100% objęty jest dostępem do sieci wodociągowej. Przeważająca część miasta korzysta z miejskiej sieci wodociągowej, jedynie mieszkańcom Miedoni woda dostarczana jest za pomocą systemu wodociągowego gminy Rudnik, do którego woda pobierana jest z ujęcia wody podziemnej w Rudniku. Miejska sieć wodociągowa korzysta obecnie z trzech ujęć głębinowych wykorzystujących pokłady trzeciorzędowe oraz czwartorzędowe. System ten składa się z rurociągów o łącznej długości 235,7 km. Elementami tej sieci są dwie Stacje Uzdatniania Wody, trzy hydrofornie oraz sześć pompowni. Woda dostarczana do odbiorców jest dobrej jakości.

### Zasoby wody w Raciborzu i okolicach
Przez lata głównym źródłem wody dla mieszkańców była Odra. Dziś wody powierzchniowe są mocno zanieczyszczone i wykorzystuje się je jedynie do celów technologicznych, natomiast wodociągi pobierają wodę z trzech głównych ujęć wody podziemnej, w Studziennej, przy ulicy Gamowskiej oraz w Strzybniku. Każde z nich znajduje się w innej strefie hydrologicznej. Racibórz leży na terenie obszarów zaliczonych do Głównego Zbiornika Wód Podziemnych nr 332 „Subniecka Kędzierzyńsko-Głubczycka” oraz 352 „Racibórz”. Na terenie miasta występują wody podziemne pochodzące z trzeciorzędu oraz czwartorzędu. Ujęcie w Studziennej znajduje się w tzw. raciborskiej rynnie erozyjnej, która rozciąga się wzdłuż zachodniego skraju miasta, od Sudoła do Rudnika. Woda z tego ujęcia pochodzi z czwartorzędu. Jej pokłady zalegają na głębokości około 50 m poniżej terenu. W tej samej strefie znajduje się także ujęcie wody należące do firmy Mieszko, ujęcie w Kietrzu oraz kilka mniejszych ujęć, m.in. dla Spółdzielni Mleczarskiej i Prodrynu. Wody pochodzące z tej strefy spełniają normy dla wód pitnych, jednak podwyższona zawartość związków żelaza powoduje konieczność ich monitorowania i uzdatniania. Ujęcie przy ulicy Gamowskiej czerpie wodę z utworów piaszczysto-żwirowych, czwartorzędowych oraz trzeciorzędowych. Woda ta jest średniej jakości i wymaga odżelaziania. Źródłem wody dla ujęcia w Strzybniku jest czwartorzędowo-trzeciorzędowe piętro wód podziemnych zlokalizowane na głębokości około 50–60 m pod powierzchnią ziemi. Zasoby te są bardzo dobrej jakości i wykazują się małą podatnością na zanieczyszczenia. Strefa, w której znajduje się ujęcie stanowi rozległe obniżenie w stropie nieprzepuszczalnej warstwy trzeciorzędowej. W przeszłości pobierano wodę również ze źródła w Oborze, a na terenie całego miasta istniały liczne studnie. Dziś część zakładów przemysłowych posiada także własne ujęcia wody.

### Infrastruktura

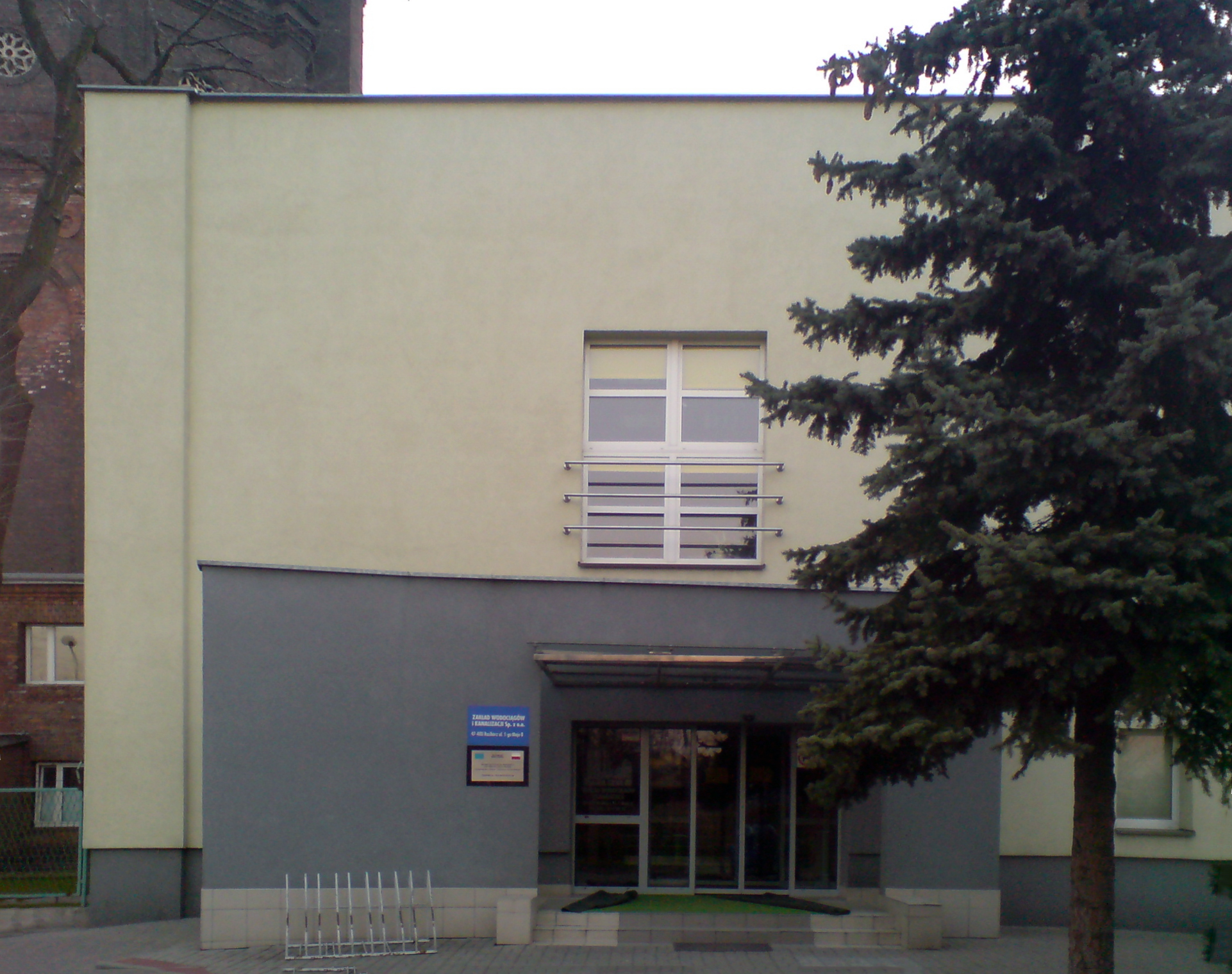
Budynek administracyjny Zakładu Wodociągów i Kanalizacji przy ulicy 1 Maja

Woda do mieszkańców Raciborza trafia poprzez główny system wodociągowy dostarczający średnio 9320 m³ wody na dobę oraz, w przypadku Miedoni, system wodociągowy gminy Rudnik pobierający wodę z ujęcia głębinowego przy ulicy Słonecznej w Rudniku, z którego mieszkańcy Miedoni pobierają średnio 68 m³ wody na dobę. Dystrybutorem wody dla Miedoni jest Zakład Wodociągów i Usług Komunalnych w Rudniku. Dodatkowo, niektóre zakłady pracy korzystają z własnych, podziemnych i powierzchniowych ujęć wody. Woda dla miejskiego systemu wodociągowego pobierana jest z trzech ujęć wody podziemnej, w Studziennej, przy ulicy Gamowskiej oraz w Rudniku. Woda ta uzdatniana jest przez dwie Stacje Uzdatniania Wody (SUW) przy ulicy Gamowskiej oraz 1 Maja, gdzie mieści się również siedziba Zakładu Wodociągów i Kanalizacji w Raciborzu, będącego producentem i dystrybutorem wody. Sieć wodociągowa ma charakter pierścieniowy z nielicznymi odcinkami odgałęzień. Długość tej sieci wynosi 235,7 km, z czego 12,8 km to sieć magistralna o średnicy rurociągu 300–400 mm, 144,5 km stanowi sieć rozdzielcza 80–250 mm, a reszta (78,4 km) to przyłączenia do budynków, których łącznie jest 4283. Na sieci wodociągowej funkcjonuje sześć pompowni – przy ulicy Brzeskiej, przy drodze z Markowic do Obory, przy ulicy Magdaleny, Zakładowej, Jagielnia oraz Pod Lipami, które mają za zadanie podwyższanie ciśnienia wody, a także trzy hydrofornie, przy ulicy Magdaleny, Zakładowej i Pod Lipami. Woda z miejskiej sieci trafia ponadto do Pogrzebienia i Kornowaca w ilości 180 m³ na dobę (średnio).
Charakterystyka eksploatowanych ujęć wody podziemnej:
- Ujęcie wody w Studziennej – znajduje się przy ulicy Bogumińskiej, zostało utworzone w 1905 roku i połączone wodociągiem z miejskim zakładem wodociągowym w roku 1906[6]. Składa się obecnie z 9 studni, z czego 7 jest eksploatowanych, jedna jest rezerwowa, a jedna uszkodzona. Głębokość studni wynosi od 51 do 56 m[14]. Wydajność ujęcia to 480 m³ wody na godzinę[12].
- Ujęcie wody przy ulicy Gamowskiej – składa się z dwóch studni głębokich na 85 i 70 m, powstałych kolejno w 1976 i 2006 roku. Wydajność ujęcia wynosi 160 m³ wody na godzinę. Starsza i głębsza studnia wyposażona jest w pompę głębinową położoną na głębokości 45 m[14].
- Ujęcie wody w Strzybniku – zostało wybudowane w latach 2007–2009 i oddane do użytku 15 września 2009 roku. Składa się z 5 studni głębokich na 95–125 m (jedna z nich oddalona jest o 2 km od pozostałych czterech), których łączna wydajność wynosi 500 m³ wody na godzinę[19].

Opis funkcjonujących Stacji Uzdatniania Wody:
- Stacja Uzdatniania Wody przy ulicy 1 Maja – powstała w latach 1978–1982. Maksymalna wydajność stacji wynosi 833 m³ wody na godzinę. Składa się z wieży napowietrzania, pięciu filtrów pospiesznych otwartych, dwóch wypełnionych złożem kwarcowym o granulacji 3–5 mm oraz trzech złożem antracytowo-kwarcowym położonym na podsypce żwirowej o granulacji antracytu 2–4 mm, dwóch pomp do płukania filtrów o wydajności 570–720 m³ wody na godzinę i mocy 30 kW, chlorowni, trzech czynnych zbiorników wody uzdatnionej o łącznej pojemności 5800 m³, pompowni II stopnia, przewodów magistralnych i technologicznych oraz aparatury kontrolno-pomiarowej[14].
- Stacja Uzdatniania Wody przy ulicy Gamowskiej – powstała w 1985 roku. Maksymalna wydajność stacji wynosi 100 m³ wody na godzinę[12]. Składa się z dwóch zbiorników reakcji o średnicy 1800 mm i wysokości 3,7 m wyposażonych w napowietrzanie inżektorowe na armaturze napływowej, czterech ciśnieniowych filtrów pospiesznych ze złożem dwuwarstwowym kwarcowo-brausztynowym o średnicy 3000 mm, trzech zbiorników wody uzdatnionej o średnicy 12 m i pojemności 500 m³ każdy, dwóch zestawów pompowych, jeden zasilający sieć miejską, o wydajności 275 m³ wody na godzinę przy ciśnieniu zasilania 2,8 bar i 200 m³ wody na godzinę przy ciśnieniu zasilania 4 bar, drugi zasilający szpital przy ulicy Gamowskiej o wydajności 39 m³ wody na godzinę przy ciśnieniu zasilania 4 bar oraz chlorowni[14].

Główne magistrale wodociągowe w Raciborzu:
- Dwa rurociągi służące do transportowania wody z ujęcia w Studziennej do Stacji Uzdatniania Wody przy ulicy 1 Maja – długość każdego z nich wynosi 3 km, pierwszy wykonany jest z żeliwa i ma średnicę 500 mm. Wybudowany został w latach 1921–1923. Drugi, zbudowany z rur z polietylenu, powstał w latach 1972–1973[7] i ma średnicę 400 mm[12].
- Rurociąg łączący nieużywaną wieżę ciśnień przy ulicy Starowiejskiej ze Stacją Uzdatniania Wody przy ulicy 1 Maja – powstał w latach 1920–1922, wykonany jest z żeliwa, ma średnicę 400 mm i długość 2,5 km[12].
- Rurociąg biegnący od ujęcia w Strzybniku do ulicy Starowiejskiej, gdzie łączy się z magistralą 400 mm – został oddany do użytku w 2009 roku, ma długość około 6 km[20], średnicę 400 mm i wykonany jest z polietylenu[21].
- Rurociąg łączący Stację Uzdatniania Wody przy ulicy Gamowskiej z rejonem ulicy Cegielnianej – wykonany jest z żeliwa, ma długość 0,735 km i średnicę 250 mm[12].
- Rurociąg łączący rejon ulicy Cegielnianej z rejonem ulicy Armii Krajowej – składa się z odcinka o długości 2,165 km, zbudowanego z rur z PCW o średnicy 315 mm oraz odcinka złożonego z dwóch wykonanych ze stali rur, każda o długości 120 m i średnicy 150 mm[12].
- Odgałęzienie od magistrali 400 mm biegnące od ulicy 1 Maja do ulicy Piaskowej – ma długość 1,050 km i średnicę 300 mm, rury wykonane są z żeliwa[12].

### Jakość wody dostarczanej przez wodociągi
Woda trafiająca do odbiorców w Raciborzu jest dobrej jakości, ponadto podlega stałej kontroli. W 2009 roku odnotowano jednostkowe przypadki przekroczenia w badanych próbkach wartości dopuszczalnych mętności, stężenia żelaza, niklu, ogólnej liczby kolonii bakterii hodowanych w temperaturze 36 °C po 48 godzinach oraz w temperaturze 22 °C po 72 godzinach, a także obecności bakterii grupy coli, Escherichia coli i enterokoków. Za każdym razem miało to jednak charakter krótkotrwały, co pozwala jednoznacznie stwierdzić, iż woda dystrybuowana w Raciborzu jest bezpieczna pod względem zdrowotnym i nadaje się do spożycia, ponadto nie wymaga chlorowania, co czynione jest jedynie sporadycznie w celach profilaktycznych. W próbkach pobieranych z sieci wodociągowej gminy Rudnik, z której korzystają mieszkańcy Miedoni, w 2009 roku kilkakrotnie stwierdzano obecność bakterii grupy coli i raz paciorkowca kałowego. Wykrycie obecności paciorkowca kałowego spowodowało, że w czerwcu woda w Modzurowie nie była dopuszczona do spożycia, dla mieszkańców Miedoni była jednak przez cały rok bezpieczna. Jednocześnie istniejąca ekologiczna i nowoczesna infrastruktura, w tym posiadanie jako jedno z nielicznych miast w Polsce trzech wydajnych ujęć głębinowych pozwala na zapewnienie dostaw czystej wody dla mieszkańców Raciborza. Średnia dzienna produkcja wody w Raciborzu w 2009 roku wynosiła 8900 m³ na dobę. Cena za 1 m³ wody w Raciborzu na dzień 1 stycznia 2011 roku wynosiła 3,62 zł.